# Nectopsyche punctata
Nectopsyche punctata is een schietmot uit de familie Leptoceridae. De soort komt voor in het Neotropisch gebied.